# Stasys Stonkus
Stasis Stasiovich Stonkus (cirílico: Стасис Стасиович Стонкус) (Telšiai, 29 de dezembro de 1931 - Kaunas. 19 de fevereiro de 2012), foi um basquetebolista lituano que integrou a Seleção Soviética. Conquistou duas Medalhas de Bronze em Jogos Olímpicos (1952 e 1956), uma Medalha de Ouro e uma de Bronze no EuroBasket (1957 e 1955 respectivamente).